# Günter Kutzschebauch
Günter Kutzschebauch (* 27. Oktober 1930 in Zug; † 16. Februar 1996 in Neuenhagen) war von 1982 bis 1990 Vorsitzender des Zentralvorstandes der Gesellschaft für Sport und Technik der DDR und Vizeadmiral der Volksmarine.

## Leben
Kutzschebauch wurde als Sohn eines Malers und Schuhmachers geboren. Nach dem Krieg begann er eine Ausbildung zum Landwirtschaftsgehilfen. 1946 trat er in die FDJ ein, 1947 wurde er Mitglied der SED. Nach seiner Ausbildung war Kutzschebauch von 1948 bis 1950 Sekretär für Arbeits- und Sozialpolitik der FDJ-Kreisleitung Marienberg.
Am 3. August 1950 trat er den neuaufgestellten bewaffneten Organen der DDR bei. Er war zunächst Mitarbeiter der Hauptverwaltung Seepolizei, dann der Volkspolizei See, den Vorläufern der Volksmarine. Kutzschebauch wurde in den Jahren 1950 und 1951 als Seeoffizier an der Seepolizeischule Parow, der späteren Unteroffiziersschule „Walter Steffens“, ausgebildet. 1952 wurde er bis 1953 an die Offiziersschule für politische Arbeit der KVP in Berlin-Treptow delegiert. Nach Abschluss des Studiums war er von 1955 bis 1960 Instrukteur der Abteilung Jugend in der Politischen Verwaltung der KVP bzw. der NVA. 1959 wurde er in dieser Funktion zum Korvettenkapitän befördert. Zwischen 1961 und 1963 war Kutzschebauch an die sowjetische Seekriegsakademie in Leningrad delegiert. Danach war er stellvertretender Chef der Torpedo-Schnellbootsbrigade der Sechsten Flottille der Volksmarine. Noch 1963 wurde er stellvertretender Chef der 4. Flottille der Volksmarine und deren Leiter der Politabteilung. 1967 wurde Kutzschebauch zum stellvertretenden Leiter der Politischen Verwaltung und zum Leiter der Abteilung Organisation/Instruktion beim Kommando Volksmarine ernannt. Er absolvierte kurz darauf in den Jahren 1967 und 1968 ein Fernstudium an der Militärakademie Dresden und schloss es als Diplom-Militärwissenschaftler ab. In den Jahren 1973 und 1974 war Kutzschebauch an die Parteihochschule der KPdSU delegiert. Nach seiner Rückkehr aus Moskau wurde er als Nachfolger von Konteradmiral Rudi Wegner zum Stellvertreter des Chefs der Volksmarine und zum Chef der Politischen Verwaltung ernannt. Kutzschebauch war damit zeitweise der dritthöchste Offizier der Volksmarine. Er wurde am 7. Oktober 1974 zum Konteradmiral ernannt. 1981 folgte die Beförderung zum Vizeadmiral als einer von nur 10 Offizieren, die diesen Rang jemals in der NVA innehatten.
1982 wechselte Kutzschebauch zur Gesellschaft für Sport und Technik (GST) und war als Nachfolger des verstorbenen Generalleutnants Günther Teller vom 24. November 1982 bis zum 28. Januar 1990 Vorsitzender ihres Zentralvorstandes. Von 1986 bis 1990 war er auch Abgeordneter der Volkskammer und Mitglied des Ausschusses für Nationale Verteidigung. Kutzschebauch wurde am 30. April 1990 aus der NVA entlassen und in den Ruhestand versetzt. Der Vizeadmiral und letzte GST-Vorsitzende konnte das Ende der DDR und „seines“ Lebenswerks nicht verwinden und unternahm einen Suizidversuch, an dessen Folgen er 1996 verstarb (vgl. R. Rosentreter 2000, S. 263).

## Auszeichnungen
- 1984 Vaterländischer Verdienstorden in Silber
- Kampforden „Für Verdienste um Volk und Vaterland“ in Silber
- Scharnhorst-Orden

## Werke
- Die weiteren Aufgaben in der GST. Berlin 1984
- Der XI. Parteitag der SED und die weiteren Aufgaben der GST. Neuenhagen 1986